# Phyllodonta
Phyllodonta is een geslacht van vlinders uit de familie spanners (Geometridae). De wetenschappelijke naam van het geslacht is voor het eerst geldig gepubliceerd in 1854 door William Warren.
De typesoort van het geslacht is Azelina caninata Guénée, 1857

## Synoniemen
- Lobopalta Warren, 1894
  - Typesoort: Azelina latrata Guénée, 1857

## Soorten
- P. alajuela Sullivan, 2014
- P. anca Dognin, 1901
- P. angulosa Stoll, 1781
- P. caninata (Guénée, 1858)
- P. cataphracta Prout, 1931
- P. decisaria Herrich-Schäffer, 1870
- P. druciata Schaus, 1901
- P. esperanza Sullivan, 2014
- P. flabellaria Thierry-Mieg, 1894
- P. flexilinea William Warren, 1904
- P. furcata Warren, 1894
- P. indeterminata Schaus, 1901
- P. inexcisa Dognin, 1908
- P. informis Warren, 1894
- P. intermediata Sullivan, 2014
- P. latrata (Guénée, 1857)
- P. matalia Druce, 1891
- P. muscilinea Dognin, 1911
- P. obscura Dognin, 1904
- P. peccataria (Barnes & McDunnough, 1916)
- P. sarukhani Beutelspacher, 1984
- P. semicava Warren, 1904
- P. songara Dognin, 1901
- P. succedens Walker, 1860
- P. timareta Druce, 1898
- P. ustanalis Warren, 1919
- P. vivida Warren, 1904